# Chapelle de la Clarté
Pour les articles homonymes, voir Chapelle Notre-Dame.
La chapelle de la Clarté est située place Le Sciellour, à Baud dans le Morbihan.

## Historique
La Chapelle fait l’objet d’une inscription au titre des monuments historiques depuis le 12 mai 1925.

## Architecture
La tour possède des balustres et des gargouilles à forme classique.
- La tour

Le Chevet est polygonal.

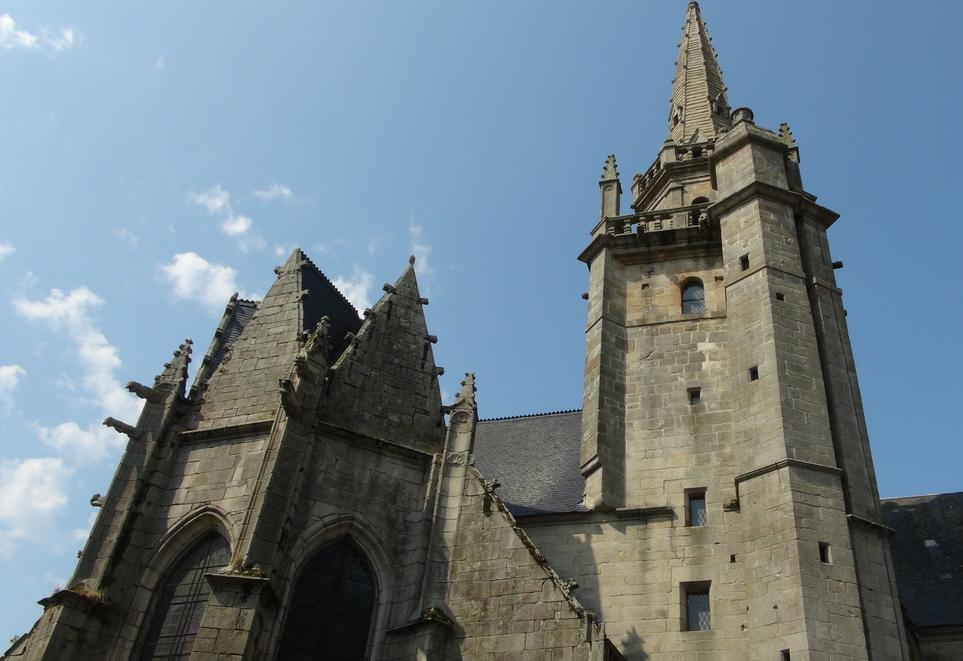
La tour

La chapelle forme le transept de l'église paroissiale Saint-Pierre